# Brazzaabe
Brazzaaben (Cercopithecus neglectus) er en primat i slægten marekatte med en kropslængde på omkring 55 centimeter og en lidt længere hale. Hannen er betydeligt større end hunnen og har en kraftigt blå pung. Den lever i regnskov, sumpe og lavtliggende bjergskove i det centrale Afrika, hvor den mest færdes på jorden. Føden består især af frø og frugter. Den er monogam som den eneste art i familien Cercopithecidae. Selv om den er territorial, forsøger brazzaaben at undgå kontakt med fremmede frem for at angribe dem. Den bruger dybe rungende kald sammen med andre lyde.